# Zamek w Pierrefonds

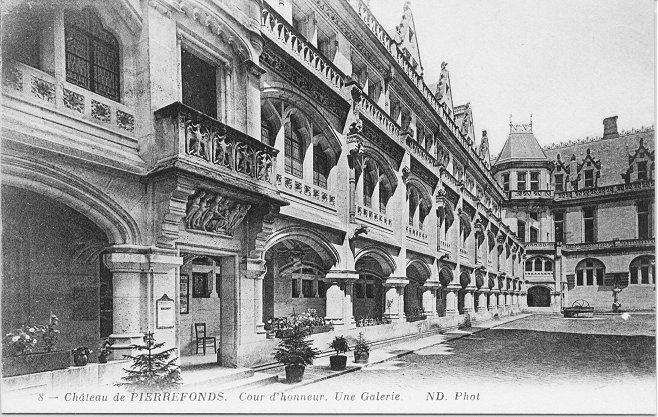
Dziedziniec

Zamek w Pierrefonds (fr. Château de Pierrefonds) – średniowieczny zamek obronny w Pierrefonds, w departamencie Oise. Od 1848 ma status zabytku o szczególnej wartości. Jego obecna forma jest rezultatem gruntownej rekonstrukcji przeprowadzonej przez Eugène’a Viollet-le-Duca w XIX wieku.

## Historia
Pierwszy zamek na tym miejscu istniał już w XII wieku i należał do rodziny de Nivelon, właścicieli Pierrefonds. W końcu tego stulecia obiekt z niewyjaśnionych do końca powodów przeszedł do domeny królewskiej, stając się własnością Filipa II Augusta.
W XIV wieku Karol VI Szalony przekazał zamek swojemu bratu Ludwikowi Orleańskiemu, który zdecydował się na całkowitą przebudowę obiektu. Nie jest znane nazwisko architekta, który nadzorował prace. W 1407 śmierć Ludwika Orleańskiego w zamachu przerwała prace; nie zostały one nigdy ponownie podjęte. W XVII wieku zamek został zrujnowany w czasie wojen religijnych, była planowana jego całkowita rozbiórka na cegły. Ostatecznie i te prace nie zostały doprowadzone do końca. Zniszczono jedynie najbardziej wysunięte na zewnątrz mury zamkowe.
W 1810 zrujnowany zamek zakupił Napoleon Bonaparte za symboliczną kwotę 3000 franków. Obiekt przejęli następnie Burbonowie, którzy w ogóle się nim nie interesowali, a po nich Ludwik Filip I, który zauroczony romantycznymi ruinami urządził w nich bankiet z okazji zaślubin swojej córki Ludwiki z Leopoldem I. Zamek stanowił również inspirację dla wielu artystów. Dopiero za czasów II Cesarstwa podjęte zostały prace rekonstrukcyjne, które ciągnęły się od 1857 do 1885 i pochłonęły ponad 5 mln franków, z czego cztery osobiście przekazał cesarz (jego żona była zachwycona Pierrefonds). Upadek Cesarstwa i tym samym zakończenie dotacji ze strony dworu był przyczyną nieukończenia rekonstrukcji dekoracji malarskiej wnętrz.
Ze względu na duży stopień dewastacji ruin i skąpe źródła Viollet-le-Duc w większym stopniu realizował własną wizję średniowiecznego zamku niż odbudowywał obiekt istniejący przez XVII wiekiem. Nie zawsze trzymał się jednego stylu architektonicznego – przy zewnętrznej dekoracji dziedzińców wykorzystywał raczej motywy renesansowe niż gotyckie, zaś park otaczający zamek urządził w stylu współczesnym. Równie swobodnie potraktował odbudowę zamkowych fortyfikacji. Ta dowolność, widoczna również w innych pracach rekonstrukcyjnych tego samego autora, została nazwana „stylem neośredniowiecznym”.
Obecnie w zamku znajduje się galeria sztuki i jest on dostępny dla zwiedzających.

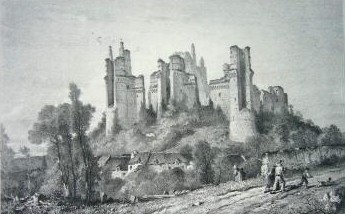
Zamek przed rekonstrukcją
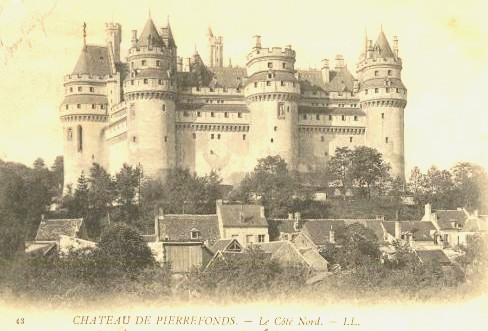
Zamek około 1910
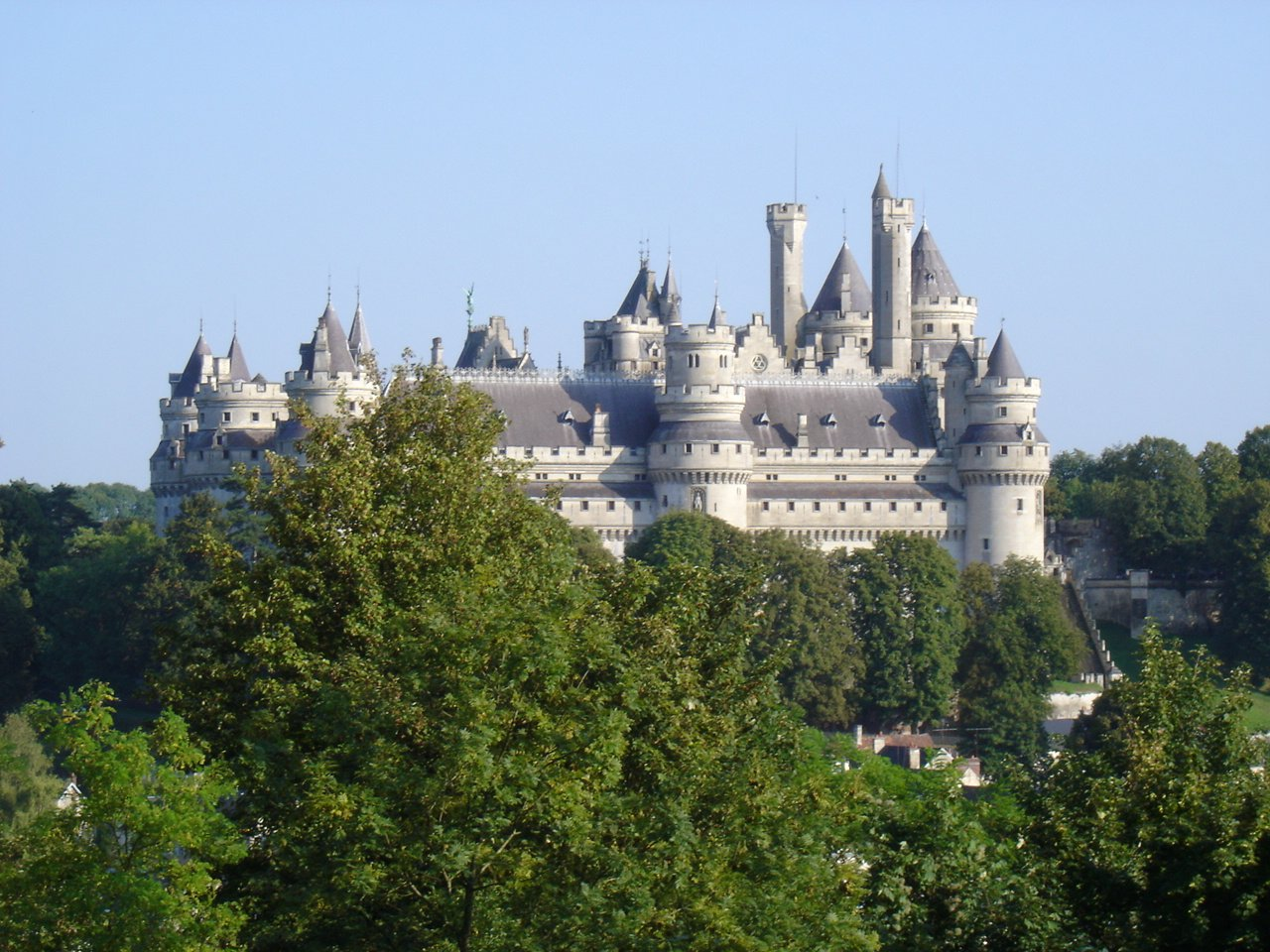
Zamek w 2004